# Gudovics Attila
Gudovics Attila (Békéscsaba, 1988. január 12.) profi magyar labdarúgómenedzser (edző), sporttudós (manager). Megfordult az FC Eindhoven, Leeds United Academy, Barca Academy, Újpesti TE, La Masia és a Kolorcity Kazincbarcika csapatában.

## Fiatalkora
A labdarúgás alapjait az utánpótlás neveléssel foglalkozó Békéscsabai UFC-nél sajátította el. Ezt követően 14 éves korától a Békéscsabai Előre FC-ben játszott.

## Edzőség, tanulmányok
2017-ben Gudovics az FC Eindhoven csapatához ment futsalozni, de nem volt elég jó. Egyik edzése után a nagypályához ment, ahol látta, ahogy edzenek a fiatalok. Annyira lenyűgözte a játékuk, hogy állítása szerint ez volt az a pont, ahol eldöntötte, labdarúgóedző lesz.
Sporttudományi és edzői diplomáit Angliában, Spanyolországban és Hollandiában szerezte.
Edzőségeit Leeds United Akadémiáján kezdte (2018-19), majd az újpesti TE U14-es korosztály vezetőedzője volt.
Ezután Spanyolországba a La Masia csapatához ment több hónapos tanulmányi útra.
Majd az AZ Alkmaar csapatához került, de 1 hét után a menedzsere (Mr. Marius Privee) ajánlott fel neki egy lehetőséget, hogy az Ajax Amsterdam Akadémiánál sajátítsa el az AFC Ajax futballiskolát és a holland sporttudományt.
A Covid járvány következtében Magyarországra költözött és elfogadta a Kolorcity Kazincbarcika SC ajánlatát, mint erőnléti specialista, és megnyerték az NB3-as bajnokságot, ezáltal a csapat visszajutott az NB2-be.

## Klubjai
Gudovics számos neves klubban megfordult. 2018-ban a Leeds United akadémiáján, 2019-20 között az Újpesti TE, Barca Academy Hungary, valamint innen végül Barcelonába, a La Masia akadémiájára került és tanulta az FC Barcelona futballiskoláját.
Hollandiában az AZ Alkmaar és az AFC Ajax csapatában tevékenykedett 2021-ben.
Magyarországon a Kolorcity Kazincbarcika SC-nél erőnléti specialista volt 2022.01-2023.06. között.